# Wereldkampioenschappen indooratletiek 1995
De wereldkampioenschappen indooratletiek 1995 werden gehouden van vrijdag 10 maart 1995 tot en met zondag 12 maart 1995 in Barcelona. De Russische Jolanda Chen verbeterde bij het hink-stap-springen het wereld indoorrecord tot 15,03 m. In totaal namen er 602 deelnemers uit 130 landen deel.

## Wereldrecords
| Onderdeel          | Nationaliteit | Naam           | Datum         | Prestatie | Ronde  |
| ------------------ | ------------- | -------------- | ------------- | --------- | ------ |
| hink-stap-springen | RUS           | Inessa Kravets | 12 maart 1995 | 15,03 m   | finale |

## Deelnemers

### Nederland
- Corrie de Bruin
  - kogelstoten - 10e in de finale met 16,90 m
- Nelli Fiere-Cooman
  - 60 m - 6e in de finale met 7,17 s
- Sharon Jaklofsky
  - vijfkamp - 8e in de finale met 4434 p
- Miguel Jansen
  - 60 m - 8e in de halve finale met 6,83 s
  - 200 m - 4e in de series met 21,90 s
- Stella Jongmans
  - 800 m - 5e in de finale met 2.01,14
- Yvonne van der Kolk
  - 1500 m - 5e in de finale met 4.17,00
- Frans Maas
  - verspringen - 3e in de kwalificatieronde met 7,70 m
- Frenk Perri
  - 60 m - 6e series met 6,82 s
- Jacqueline Poelman
  - 60 m - 5e in de series met 7,42 s
  - 200 m - 6e in de halve finale met 24,07 s
- Simon Vroemen
  - 1500 m - 12e in de finale met 3.48,39

### België
- Natalja Jonckheere
  - hoogspringen - 9e in de finale met 1,93 m
- Johan Lisabeth
  - 60 m horden - 7e in de series met 7,88 s
- Domitien Mestré
  - polsstokhoogspringen - 8e in de kwalificatieronde met 5,30 m
- Erik Nys
  - verspringen - 7e in de finale met 7,88 m
- Jonathan N'Senga
  - 60 m horden - 6e in de series met 7,93 s
- Erik Wijmeersch
  - 200 m - 5e in de halve finale met 21,94 s

## Uitslagen

### 60 m
| rang   | land | naam               | prestatie  |
| ------ | ---- | ------------------ | ---------- |
| Goud   | CAN  | Bruny Surin        | 6,46 (WMR) |
| Zilver | GBR  | Darren Braithwaite | 6,51       |
| Brons  | CAN  | Robert Esmie       | 6,55       |
| 4      | USA  | Maurice Greene     | 6,59       |
| 5      | GER  | Marc Blume         | 6,59       |
| 6      | NZL  | Gus Nketia         | 6,63       |
| 7      | SWE  | Patrick Strenius   | 6,64       |
| 8      | KAZ  | Vitaliy Savin      | 6,65       |

| rang   | land | naam              | prestatie |
| ------ | ---- | ----------------- | --------- |
| Goud   | JAM  | Merlene Ottey     | 6,97      |
| Zilver | GER  | Melanie Paschke   | 7,10      |
| Brons  | USA  | Carlette Guidry   | 7,11      |
| 4      | CUB  | Liliana Allen     | 7,13      |
| 5      | JAM  | Beverly McDonald  | 7,16      |
| 6      | NED  | Nelli Cooman      | 7,17      |
| 7      | USA  | Chryste Gaines    | 7,22      |
| 8      | MAD  | Lalao Ravaonirana | 7,28      |

### 200 m
| rang   | land | naam             | prestatie |
| ------ | ---- | ---------------- | --------- |
| Goud   | NOR  | Geir Moen        | 20,58     |
| Zilver | BER  | Troy Douglas     | 20,94     |
| Brons  | CHI  | Sebastian Keitel | 20,98     |
| 4      | CAN  | Donovan Bailey   | 21,08     |
|        | UKR  | Sergej Osovitsj  | DNS       |
|        | GBR  | John Regis       | DNS       |

| rang   | land | naam                     | prestatie |
| ------ | ---- | ------------------------ | --------- |
| Goud   | AUS  | Melinda Gainsford-Taylor | 22,64     |
| Zilver | BAH  | Pauline Davis            | 22,68     |
| Brons  | RUS  | Natalya Voronova         | 23,01     |
| 4      | GER  | Silke Lichtenhagen       | 23,23     |
| 5      | BUL  | Zlatka Georgieva         | 23,36     |
| 6      | JAM  | Juliet Cuthbert          | 23,43     |

### 400 m
| rang   | land | naam           | prestatie   |
| ------ | ---- | -------------- | ----------- |
| Goud   | USA  | Darnell Hall   | 46,17 (WMR) |
| Zilver | NGR  | Sunday Bada    | 46,38       |
| Brons  | RUS  | Mikhail Vdovin | 46,65       |
| 4      | POR  | Carlos Silva   | 46,87       |
| 5      | KOR  | Shon Ju-ll     | 47,90       |
| 6      | USA  | Calvin Davis   | 47,19       |

| rang   | land | naam               | prestatie |
| ------ | ---- | ------------------ | --------- |
| Goud   | RUS  | Irina Privalova    | 50,23     |
| Zilver | JAM  | Sandie Richards    | 51,38     |
| Brons  | BUL  | Daniela Georgieva  | 51,78     |
| 4      | JAM  | Deon Hemmings      | 52,01     |
| 5      | USA  | Jearl Miless       | 52,01     |
| 6      | FRA  | Marie-Louise Bèvis | 53,27     |

### 800 m
| rang   | land | naam               | prestatie |
| ------ | ---- | ------------------ | --------- |
| Goud   | JAM  | Clive Terrelonge   | 1.47,30   |
| Zilver | KEN  | Benson Koech       | 1.47,51   |
| Brons  | CZE  | Pavel Soukup       | 1.47,74   |
| 4      | NOR  | Ter Öyvind Ödegard | 1.48,34   |
| 5      | MAR  | Mahjoub Haida      | 1.48,63   |
| 6      | KEN  | Joseph Tengelei    | 1.49,22   |

| rang   | land | naam              | prestatie |
| ------ | ---- | ----------------- | --------- |
| Goud   | MOZ  | Maria Mutola      | 1.57,62   |
| Zilver | RUS  | Jelena Afanasjeva | 1.59,79   |
| Brons  | SUR  | Letitia Vriesde   | 2.00,36   |
| 4      | RUS  | Irina Samorokova  | 2.00,43   |
| 5      | NED  | Stella Jongmans   | 2.01,14   |
| 6      | JAM  | Inez Turner       | 2.02,00   |

### 1500 m
| rang   | land | naam                | prestatie |
| ------ | ---- | ------------------- | --------- |
| Goud   | MAR  | Hicham El Guerrouj  | 3.44,54   |
| Zilver | ESP  | Mateo Cañellas      | 3.44,85   |
| Brons  | USA  | Eric Nedeau         | 3.44,91   |
| 4      | IRL  | Niall Bruton        | 3.45,05   |
| 5      | RUS  | Vyacheslav Shabunin | 3.45,40   |
| 6      | ESP  | Fermín Cacho        | 3.45,46   |
| 7      | GER  | Rüdiger Stenzel     | 3.45,64   |
| 8      | GER  | Dominique Loser     | 3.46,09   |
| 9      | BRA  | Josè Valente        | 3.46,71   |
| 10     | IRL  | Marcus O'Sullivan   | 3.47,02   |
| 11     | GBR  | Anthony Whiteman    | 3.47,50   |
| 12     | NED  | Simon Vroemen       | 3.48,39   |

| rang   | land | naam                | prestatie |
| ------ | ---- | ------------------- | --------- |
| Goud   | USA  | Regina Jacobs       | 4.12,67   |
| Zilver | POR  | Carla Sacramento    | 4.13,02   |
| Brons  | ESP  | Maite Zuñiga        | 4.16,63   |
| 4      | USA  | Kristen Seabury     | 4.16,77   |
| 5      | NED  | Yvonne van der Kolk | 4.17,00   |
| 6      | CAN  | Paula Schnurr       | 4.19,26   |
| 7      | GBR  | Lynn Gibson         | 4.20,85   |
| 8      | ARG  | Carmen Mabel        | 4.31,15   |

### 3000 m
| rang   | land | naam              | prestatie |
| ------ | ---- | ----------------- | --------- |
| Goud   | ITA  | Gennaro Di Napoli | 7.50,89   |
| Zilver | ESP  | Anacleto Jimènez  | 7.50,98   |
| Brons  | MAR  | Brahim Jabbour    | 7.51,42   |
| 4      | QAT  | Mohamed Suleiman  | 7.51,73   |
| 5      | GBR  | John Mayock       | 7.51,86   |
| 6      | USA  | Reuben Reina      | 7.53,86   |
| 7      | AUS  | Shaun Creighton   | 7.54,46   |
| 8      | ESP  | Isaac Viciosa     | 8.01,00   |

| rang   | land | naam                   | prestatie |
| ------ | ---- | ---------------------- | --------- |
| Goud   | ROU  | Gabriela Szabó         | 8.54,50   |
| Zilver | USA  | Lynn Jennings          | 8.55,23   |
| Brons  | USA  | Joan Nesbit            | 8.56,08   |
| 4      | ITA  | Elisa Rea              | 8.56,21   |
| 5      | RUS  | Lidiya Vasilevskaya    | 8.58,28   |
| 6      | ESP  | Marta Domínguez        | 9.01,79   |
| 7      | MAR  | Zahra Ouaziz           | 9.03,84   |
| 8      | FRA  | Annette Sergent-Palluy | 9.04,03   |

### 60 m horden
| rang   | land | naam             | prestatie  |
| ------ | ---- | ---------------- | ---------- |
| Goud   | USA  | Allen Johnson    | 7,39 (WMR) |
| Zilver | USA  | Courtney Hawkins | 7,41       |
| Brons  | GBR  | Tony Jarrett     | 7,42       |
| 4      | AUT  | Mark McKoy       | 7,46       |
| 5      | CUB  | Emilio Valle     | 7,67       |
| 6      | FIN  | Antti Haapakoski | 7,70       |
| 7      | GER  | Frank Busemann   | 7,70       |
| 8      | AUS  | Kyle Vander-Kuyp | 7,73       |

| rang   | land | naam             | prestatie |
| ------ | ---- | ---------------- | --------- |
| Goud   | CUB  | Aliuska Lopez    | 7,92      |
| Zilver | KAZ  | Olga Sjisjigina  | 7,92      |
| Brons  | SLO  | Brigita Bukovec  | 7,93      |
| 4      | FRA  | Monique Tourret  | 7,98      |
| 5      | GBR  | Jackie Agyepong  | 8,01      |
| 6      | USA  | Cheryl Dickey    | 8,19      |
| 7      | JAM  | Michelle Freeman | 8,21      |
|        | FRA  | Patricia Girard  | DNF       |

### Verspringen
| rang   | land | naam              | prestatie  |
| ------ | ---- | ----------------- | ---------- |
| Goud   | CUB  | Iván Pedroso      | 8,51 (WMR) |
| Zilver | SWE  | Mattias Sunneborn | 8,20       |
| Brons  | USA  | Erick Walder      | 8,14       |
| 4      | USA  | Joe Greene        | 8,12       |
| 5      | ROU  | Bogdan Tudor      | 8,11       |
| 6      | CZE  | Milan Gombala     | 7,95       |
| 7      | BEL  | Erik Nys          | 7,88       |
| 8      | CHN  | Huang Geng        | 7,83       |

| rang   | land | naam                | prestatie |
| ------ | ---- | ------------------- | --------- |
| Goud   | RUS  | Ljoedmila Galkina   | 6,95      |
| Zilver | RUS  | Irina Mushayilova   | 6,90      |
| Brons  | GER  | Susen Tiedke-Greene | 6,90      |
| 4      | AUS  | Nicole Boegman      | 6,81      |
| 5      | DEN  | Renata Nielsen      | 6,77      |
| 6      | GER  | Claudia Gerhardt    | 6,65      |
| 7      | CHN  | Yao Weili           | 6,57      |
| 8      | ROU  | Marieta Ilcu        | 6,52      |

### Hink-stap-springen
| rang   | land | naam             | prestatie   |
| ------ | ---- | ---------------- | ----------- |
| Goud   | BER  | Brian Wellman    | 17,72 (WMR) |
| Zilver | CUB  | Yoelvis Quesada  | 17,62       |
| Brons  | FRA  | Serge Hèlan      | 17,06       |
| 4      | SWE  | Lars Hedman      | 16,86       |
| 5      | SWE  | Arne Holm        | 16,81       |
| 6      | USA  | LaMark Carter    | 16,80       |
| 7      | GBR  | Francis Agyepong | 16,74       |
| 8      | FRA  | Garfield Anselm  | 16,51       |

| rang   | land | naam                    | prestatie  |
| ------ | ---- | ----------------------- | ---------- |
| Goud   | RUS  | Iolanda Tsjen           | 15,03 (WR) |
| Zilver | BUL  | Iva Prandzheva          | 14,71      |
| Brons  | CHN  | Ren Ruiping             | 14,37      |
| 4      | CZE  | Sarka Kasparkova        | 14,25      |
| 5      | RUS  | Mariya Sokova           | 14,22      |
| 6      | CUB  | Niurka Montalvo         | 14,04      |
| 7      | UKR  | Jelena Hovorova         | 14,04      |
| 8      | USA  | Sheila Hudson-Strudwick | 13,88      |

### Hoogspringen
| rang   | land | naam               | prestatie |
| ------ | ---- | ------------------ | --------- |
| Goud   | CUB  | Javier Sotomayor   | 2.38      |
| Zilver | GRE  | Lambros Papakostas | 2.35      |
| Brons  | USA  | Tony Barton        | 2.32      |
| 4      | NOR  | Steinar Hoen       | 2.32      |
| 5      | GER  | Ralf Sonn          | 2.28      |
| 6      | YUG  | Stevan Zoric       | 2.28      |
| 7      | USA  | Steve Smith        | 2.28      |
| 8      | GBR  | Dalton Grant       | 2.28      |
| 8      | ITA  | Ettore Ceresoli    | 2.28      |

| rang   | land | naam             | prestatie |
| ------ | ---- | ---------------- | --------- |
| Goud   | GER  | Alina Astafei    | 2,01      |
| Zilver | SLO  | Britta Bilac     | 1,99      |
| Brons  | GER  | Heike Henkel     | 1,99      |
| 4      | RUS  | Tatjana Motkova  | 1,96      |
| 5      | RUS  | Yelena Gulyayeva | 1,96      |
| 6      | BLR  | Tatyana Shevchik | 1,96      |
| 7      | USA  | Tisha Waller     | 1,93      |
| 8      | AUT  | Sigrid Kirchmann | 1,93      |

### Polsstokhoogspringen
| rang   | land | naam               | prestatie |
| ------ | ---- | ------------------ | --------- |
| Goud   | UKR  | Sergej Boebka      | 5,90 m    |
| Zilver | KAZ  | Igor Potapovich    | 5,80 m    |
| Brons  | RSA  | Okkert Brits       | 5,75 m    |
| Brons  | GER  | Andrej Tiwontschik | 5,75 m    |
| 5      | USA  | Nick Hysong        | 5,70 m    |
| 5      | ESP  | Josè Manuel Arcos  | 5,70 m    |
| 7      | ESP  | Javier Garc’a      | 5,60 m    |
| 7      | RUS  | Maksim Tarasov     | 5,60 m    |

### Kogelstoten
| rang   | land | naam              | prestatie |
| ------ | ---- | ----------------- | --------- |
| Goud   | FIN  | Mika Halvari      | 20,74     |
| Zilver | USA  | C.J. Hunter       | 20,58     |
| Brons  | YUG  | Dragan Peric      | 20,36     |
| 4      | ESP  | Manuel Martinez   | 19,97     |
| 5      | UKR  | Joeri Bilonoh     | 19,74     |
| 6      | ISL  | Petur Gudmundsson | 19,67     |
| 7      | ITA  | Paolo Dal Soglio  | 19,44     |
| 8      | GER  | Oliver Dück       | 19,24     |

| rang   | land | naam                  | prestatie |
| ------ | ---- | --------------------- | --------- |
| Goud   | GER  | Kathrin Neimke        | 19,40     |
| Zilver | USA  | Connie Price-Smith    | 19,12     |
| Brons  | GER  | Grit Hammer           | 19,02     |
| 4      | CHN  | Zhang Liuhong         | 18,84     |
| 5      | CHN  | Sui Xinmei            | 18,81     |
| 6      | UKR  | Valentina Fedjoesjina | 18,48     |
| 7      | ROU  | Mihaela Oana          | 18,07     |
| 8      | GBR  | Judy Oakes            | 17,77     |

### Zevenkamp/Vijfkamp
| rang   | land | naam              | prestatie |
| ------ | ---- | ----------------- | --------- |
| Goud   | FRA  | Christian Plaziat | 6246 p    |
| Zilver | CZE  | Tomáš Dvořák      | 6169 p    |
| Brons  | SWE  | Henrik Dagard     | 6142 p    |
| 4      | USA  | Ricky Barker      | 6120 p    |
| 5      | GBR  | Alex Kruger       | 5978 p    |
| 6      | ESP  | Antonio Peñalver  | 5939 p    |
| 7      | EST  | Erki Nool         | 5887 p    |
| 8      | FRA  | Sèbastien Levicq  | 5870 p    |

| rang   | land | naam                 | prestatie |
| ------ | ---- | -------------------- | --------- |
| Goud   | RUS  | Svetlana Moskalets   | 4834 p    |
| Zilver | GBR  | Kym Carter           | 4632 p    |
| Brons  | RUS  | Irina Tyukhay        | 4622 p    |
| 4      | BLR  | Svetlana Buraga      | 4466 p    |
| 5      | ROU  | Liliana Nastase      | 4447 p    |
| 6      | GER  | Mona Steigauf        | 4445 p    |
| 7      | BLR  | Anzhela Atroshchenko | 4441 p    |
| 8      | NED  | Sharon Jaklofsky     | 4434 p    |

### 4 x 400 m estafette
| rang   | land    | naam                                                      | prestatie |
| ------ | ------- | --------------------------------------------------------- | --------- |
| Goud   | USA     | Rod Tolbert Calvin Davis Tod Long Frankie Atwater         | 3.07,37   |
| Zilver | ITA     | Fabio Grossi Andrea Nuti Roberto Mazzoleni Ashraf Saber   | 3.09,12   |
| Brons  | JPN     | Masayoshi Kan Seiji Inagaki Tomonari Ono Hiroyuki Hayashi | 3.09,73   |
| 4      | GBR IRL | Guy Bullock Paul Slythe Mark Hylton Allyn Condon          | 3.10,89   |

| rang   | land    | naam                                                                        | prestatie |
| ------ | ------- | --------------------------------------------------------------------------- | --------- |
| Goud   | RUS     | Tatjana Tsjebekina Jelena Roezina Jekaterina Koelikova Svetlana Gontjarenko | 3.29,29   |
| Zilver | CZE     | Nadia Kostoválová Helena Dziurová Hana Benešová Ludmila Formanová           | 3.30,27   |
| Brons  | USA     | Nelrae Pasha Tanya Dooley Kim Graham Flirtisha Harris                       | 3.31,43   |
| 4      | GBR IRL | Melanie Neef Susan Earnshaw Alison Curbishley Stephanie McCann              | 3.35,39   |
| 5      | CHN     | Lu Xifang Ma Yuqin Cao Chunying Zhang Hengyun                               | 3.39,76   |
|        | JAM     | NVT                                                                         | DNS       |

## Verklaring
- WR: Wereldrecord
- WMR: Wereldkampioenschapsrecord

## Medailleklassement
| Plaats | Land                 | Goud | Zilver | Brons | Totaal |
| 1      | Rusland              | 5    | 2      | 3     | 10     |
| 2      | Verenigde Staten     | 4    | 5      | 6     | 15     |
| 3      | Cuba                 | 3    | 1      | –     | 4      |
| 4      | Duitsland            | 2    | 1      | 4     | 7      |
| 5      | Jamaica              | 2    | 1      | –     | 3      |
| 6      | Bermuda              | 1    | 1      | –     | 2      |
|        | Italië               | 1    | 1      | –     | 2      |
| 8      | Canada               | 1    | –      | 1     | 2      |
|        | Frankrijk            | 1    | –      | 1     | 2      |
|        | Marokko              | 1    | –      | 1     | 2      |
| 11     | Australië            | 1    | –      | –     | 1      |
|        | Finland              | 1    | –      | –     | 1      |
|        | Mozambique           | 1    | –      | –     | 1      |
|        | Noorwegen            | 1    | –      | –     | 1      |
|        | Roemenië             | 1    | –      | –     | 1      |
|        | Oekraïne             | 1    | –      | –     | 1      |
| 17     | Tsjechië             | –    | 2      | 1     | 3      |
|        | Spanje               | –    | 2      | 1     | 3      |
| 19     | Kazachstan           | –    | 2      | –     | 2      |
| 20     | Bulgarije            | –    | 1      | 1     | 2      |
|        | Slovenië             | –    | 1      | 1     | 2      |
|        | Zweden               | –    | 1      | 1     | 2      |
|        | Verenigd Koninkrijk  | –    | 1      | 1     | 2      |
| 24     | Bahama's             | –    | 1      | –     | 1      |
|        | Griekenland          | –    | 1      | –     | 1      |
|        | Kenia                | –    | 1      | –     | 1      |
|        | Nigeria              | –    | 1      | –     | 1      |
|        | Portugal             | –    | 1      | –     | 1      |
| 29     | Chili                | –    | –      | 1     | 1      |
|        | China                | –    | –      | 1     | 1      |
|        | Japan                | –    | –      | 1     | 1      |
|        | Zuid-Afrika          | –    | –      | 1     | 1      |
|        | Servië en Montenegro | –    | –      | 1     | 1      |
|        | Suriname             | –    | –      | 1     | 1      |

Parijs 1985 · 
Indianapolis 1987 · 
Boedapest 1989 · 
Sevilla 1991 · 
Toronto 1993 · 
Barcelona 1995 · 
Parijs 1997 · 
Maebashi 1999 · 
Lissabon 2001 · 
Birmingham 2003 · 
Boedapest 2004 · 
Moskou 2006 · 
Valencia 2008 ·
Doha 2010 ·
Istanboel 2012 ·
Sopot 2014 ·
Portland 2016 · 
Birmingham 2018 ·
Belgrado 2022 · 
Glasgow 2024 · 
Nanjing 2025 · 
Toruń 2026
Belgische medaillewinnaars · Nederlandse medaillewinnaars